# 帕爾塔斯縣
帕爾塔斯縣（西班牙語：Cantón Paltas），是厄瓜多爾的縣份，位於該國南部，由洛哈省負責管轄，始建於1824年6月25日，面積1,145平方公里，2001年人口24,703，人口密度每平方公里21.57人。
4°3′0″S 79°39′0″W / 4.05000°S 79.65000°W